# Vakuolisierendes Cytotoxin
Vakuolisierendes Cytotoxin (VacA) ist ein Protein aus verschiedenen Helicobacter pylori und ein mikrobielles Exotoxin.

## Eigenschaften
VacA erzeugt Vakuolen in eukaryotischen Zellen. Der Mechanismus ist einzigartig unter allen bakteriellen Toxinen. Die Vakuolen besitzen Ähnlichkeiten mit Lysosomen und späten Endosomen. In Wirbeltieren erzeugt es Ulcera und Läsionen im Magen. VacA ist ein Virulenzfaktor bei Infektionen mit H. pylori. In T-Zellen wirkt VacA immunsupprimierend. Allerdings sind nicht alle VacA-Varianten in H. pylori pathogen. Zur Aufnahme in Zellen bindet VacA an die zellulären Rezeptoren RPTPα, RPTPβ und LRP1.

## Anwendungen
VacA wird als Antigen zur Verwendung als Helicobacter-Impfstoff untersucht.